# NGC 4227
NGC 4227 (również PGC 39329 lub UGC 7296) – galaktyka soczewkowata (SB0-a), znajdująca się w gwiazdozbiorze Psów Gończych. Odkrył ją William Herschel 2 stycznia 1786 roku.